# Bottengarn

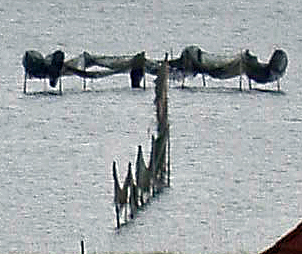
Bottengarn vid Limfjorden i Danmark

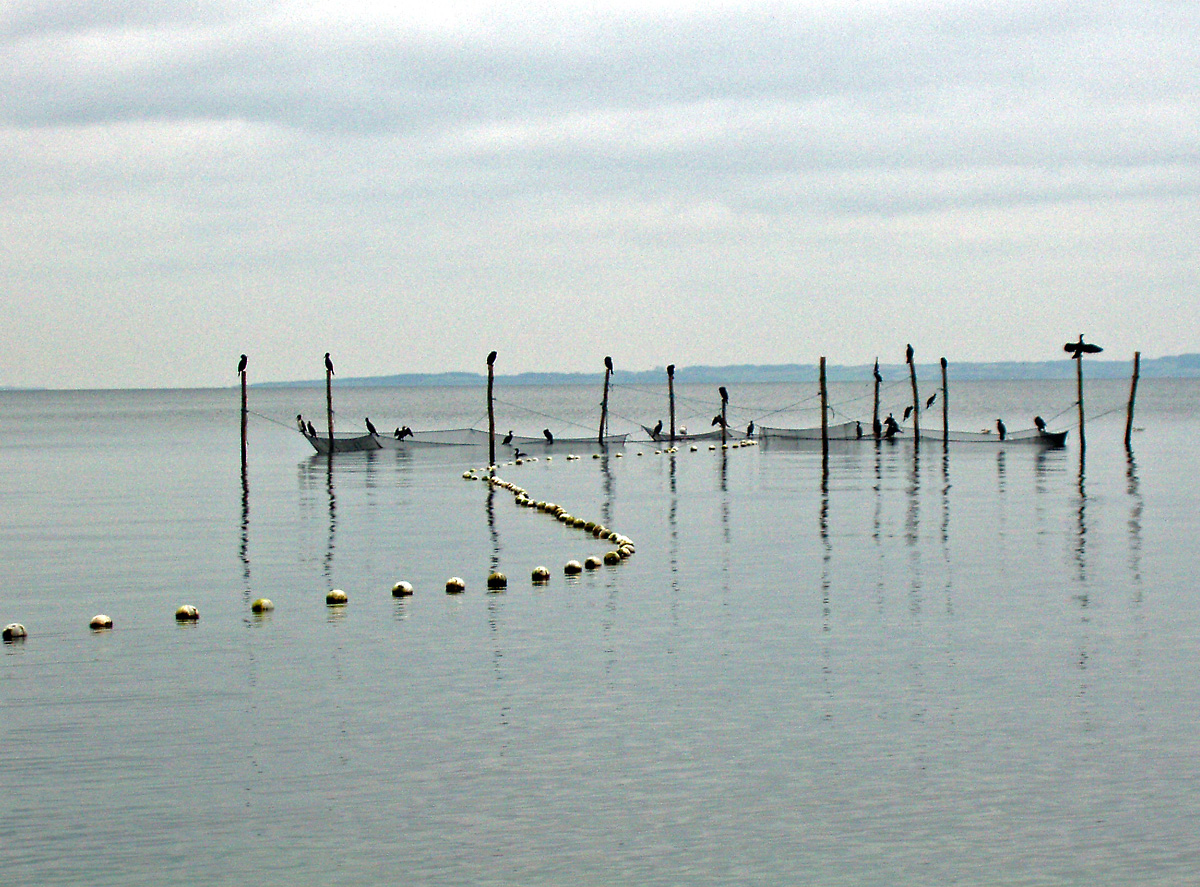
Flytgarn

Bottengarn är ett fast fiskeredskap i form av ett nät ("raden") som sätts ut vinkelrätt från land och tvingar fisken ut i ett "huvud" (formad som en stor ryssja). Redskapet används för fångst av främst ål i både salt- och sötvatten.
Bottengarn användes under medeltiden för sillfisket i Öresund, och har använts för laxfiske utefter hela Norrlandskusten. Under början av 1900-talet fick bottengarnen stor utbredning, främst för ålfiske, då bottengarnet förses med en finmaskad ryssja längst in, vars öppning är avstängd med ett grövre nät vilket släpper igenom ålen men stoppar större fisk.
Bottengarnen når från botten till strax över vattenytan i normalvattenstånd och är fäst vid en vajer  som är fäst i träpålar. Dessa är slagna ned i botten med en heja, som är anbringad på en pråm. I sidled är dessa pålar förankrande med ankare  för att motstå ström och vind. Vid bottengarnens yttre ände finns en så kallad fyrkant eller gård, "kalven" en anordning lik en ryssja. För att bottengarnet lättare ska kunna vittjas ("ryktas") är fångstgården försedd med en strut där fisken samlas ihop. Under sin vandring längs syd- och ostkusten fångas utvandrande blankål i bottengarn. I insjöfiske fångas gädda abborre och gös i bottengarn.  
Bottengarnsfiske efter ål var tidigare en sysselsättning för bönder vid kusten eller större insjöar, även fiske efter andra arter har förekommit, till exempel lax med flera.

## Flytgarn ("flyterad")
Är en variant av ålfångstredskap som liknar bottengarnen, skillnaden är att dessa garns övre del ligger vid vattenytan och har flytbojar, pålning finns endast vid kalven.